# Лернд (Міссісіпі)
Лернд (англ. Learned) — місто (англ. town) в США, в окрузі Гіндс штату Міссісіпі. Населення — 56 осіб (2020).

## Географія
Лернд розташований за координатами 32°11′50″ пн. ш. 90°32′53″ зх. д. / 32.19722° пн. ш. 90.54806° зх. д. (32.197122, -90.548009).  За даними Бюро перепису населення США в 2010 році місто мало площу 0,88 км², з яких 0,87 км² — суходіл та 0,01 км² — водойми.

## Демографія
Згідно з переписом 2010 року, у місті мешкали 94 особи в 36 домогосподарствах у складі 28 родин. Густота населення становила 107 осіб/км².  Було 42 помешкання (48/км²).
Расовий склад населення:
| - 91,5 % — білих - 5,3 % — чорних або афроамериканців - 1,1 % — азіатів |

До двох чи більше рас належало 2,1 %. Частка іспаномовних становила 0,0 % від усіх жителів.
За віковим діапазоном населення розподілялося таким чином: 22,3 % — особи молодші 18 років, 61,7 % — особи у віці 18—64 років, 16,0 % — особи у віці 65 років та старші. Медіана віку мешканця становила 40,5 року. На 100 осіб жіночої статі у місті припадало 118,6 чоловіків;  на 100 жінок у віці від 18 років та старших — 128,1 чоловіків також старших 18 років.
Середній дохід на одне домашнє господарство  становив 54 533 долари США (медіана — 48 750), а середній дохід на одну сім'ю — 70 173 долари (медіана — 63 750). За межею бідності перебувало 2,3 % осіб, у тому числі 0,0 % дітей у віці до 18 років та 0,0 % осіб у віці 65 років та старших.
Цивільне працевлаштоване населення становило 25 осіб. Основні галузі зайнятості: виробництво — 24,0 %, сільське господарство, лісництво, риболовля — 24,0 %, освіта, охорона здоров'я та соціальна допомога — 20,0 %.